# Portræt af en dreng
Portrættet af en dreng af Camille Pissarro er et præimpressionistisk oliemaleri fra hans tidlige år på de danske vestindiske øer. Det blev først tilskrevet kunstneren i 2018 og er derfor ikke inkluderet i Wildensteins katalog om værker af Camille Pissarro fra 2005. Værket blev til mellem 1852 og 1855, før Pissarro flyttede til Paris, hvor han blev en af hovedpersonerne i den franske impressionisme.
Indtil 2018 har billedet ikke været tilgængeligt for offentligheden og heller ikke været på auktion.. Det er vigtigt for kulturen i Dansk-Vestindien såvel som for den tidlige fase af Pissarros kunstneriske udvikling.

## Baggrund
Værket hører til den sene danske guldalder i første halvdel af det 19. århundrede. Karakteristisk for det er perspektivet, hvorfra portrættet blev malet, Modellen er ikke fra borgerskabet, det vil sige en proletar. Og udført skitserede og tilbageholdende. At den portrætterede er sort, gør maleriet unikt i dets kulturelle og historiske sammenhæng.

## Billedbeskrivelse
En dreng med sort hud ser direkte på beskueren. Billedet er et skulderstykke foran en lys væg. Foruden den brune bulehat er hans rene, orange-farvede skjorte slående. Foran den er en armslynge spændt i hvidt gaze. Han er tydeligvis såret. Hverken hans ansigtsudtryk eller andre detaljer giver yderligere information. Man mener, at han er et af de tidligere slavebørn i kolonien.
Mens Pissarro ikke var særlig opmærksom på tøj og baggrunden og brugte  flygtige penselstrøg, brugte han megen nøje på drengens hud og ansigtsudtryk, hvilket allerede viser mesterens beherskelse i denne tidlige kreative periode. Holdningen og udtrykket antyder en vis ro og melankoli. Små og meget fine penseltryk afslører udseendet af denne uidentificerbare dreng.

## Modtagelse
Motiver af havnearbejdere, bønder og markedsfolk var ikke længere nyt, da Pissarro skabte dette arbejde, men afbildningen af den mørkfarvede befolkning, der blev frigivet fra slaveri et par år tidligere, var en sjældenhed i Europa. Især når det som her ikke var et dekorativt tilbehør til landskabsscener i stort format som To kvinder ved havet, St. Thomas, men portrættet af et individ. Der er meget få andre eksempler på værkerne i kataloget over værker af Camille Pissarros fra de første år.
Maleriets proviniens er kendt: Pissarro selv gav det til advokat Hermann Meier Hjernøe (1823–1877), der var baseret i Sankt Thomas, før han rejste til Paris i 1855. Siden er det forblevet i familieeje. Hermann overlod det til sin søn Carl Christian, født i Dansk Vestindien, der flyttede til Danmark med maleriet i 1877 efter sin fars død.
Arbejdet blev præsenteret for offentligheden på den danske ambassade i London den 15. og 16. maj 2018. Det var undersøgt af Wildenstein Institute i New York og betegnet som et nyligt fundet oliemaleri af Pissarro. Den 29. maj 2018 blev det solgt på auktion til Ny Carlsbergfondet i København til Ordrupgaard Museum. Det blev vurderet til 1,1 til 1,2 millioner danske kroner og blev solgt til en million kroner. Det vises i det nye katalog over værker af Camille  Pissaro.
I følge Kulturværdiudvalget kan det ikke sælges til udlandet, fordi det er en del af danskenes identitet og en del af Danmarks historie. Det repræsenterer "et sjældent kulturhistorisk bidrag til Danmarks historie som kolonimagt". Siden 6. oktober 2018 udstilledes det i Sorø Kunstmuseum, fordi Ordrupgaard Museum var lukket på grund af renovering. Her indgik det i en vandreudstilling "Guld og grønne skove. Ordrupgaard 100 år" 6.10.2018 - 13.01.2019.